# Companyia Russo-Americana
La Companyia Russo-Americana (CRA) (anglès: Russian-American Company, en rus:Под высочайшим Его Императорского Величества покровительством Российская-Американская Компания Pod vysochayshim Yego Imperatorskogo Velichestva porkrovitelstvom Rossiyskaya-Amerikanskaya Kompaniya) va ser una companyia comercial semi-estatal fundada per Natàlia i Grigori Xélikhov i Nikolai Rezànov. Finançada pel tsar Pau I el 1799, aquesta companyia va ser la primera empresa comercial afavorida per Rússia i va quedar sota l'autoritat directa del Ministre de Comerç de la Rússia Imperial.

## Història
El títol, per un període renovable de 20 anys, i l'ucàs d'acompanyament (edicte) va concedir el monopoli sobre el comerç en totes les possessions russes a Amèrica (Amèrica Russa), que incloïa les illes Aleutianes, Alaska i el territori fins als 55° de latitud nord. Segons la Carta, un terç de tots els beneficis serien per al tsar. Un nou ucàs del tsar en 1821 va afirmar el seu domini fins als 43° de latitud nord, però això va ser ràpidament qüestionat pels britànics i els Estats Units i es va revisar fins als 51°N, i, en última instància, va donar lloc al tractat rus-estatunidenc de 1824 i al tractat rus-britànic de 1825 que van establir els 54°40'N com l'ostensible límit sud dels interessos de l'Imperi Rus. En 1838 es va signar un contracte d'arrendament posterior de la costa continental del que ara és el Panhandle d'Alaska a la Companyia de la Badia de Hudson, a causa de les violacions en 1833 dels tractats per part del director en aquest moment de la companyia, el baró Wrangel.

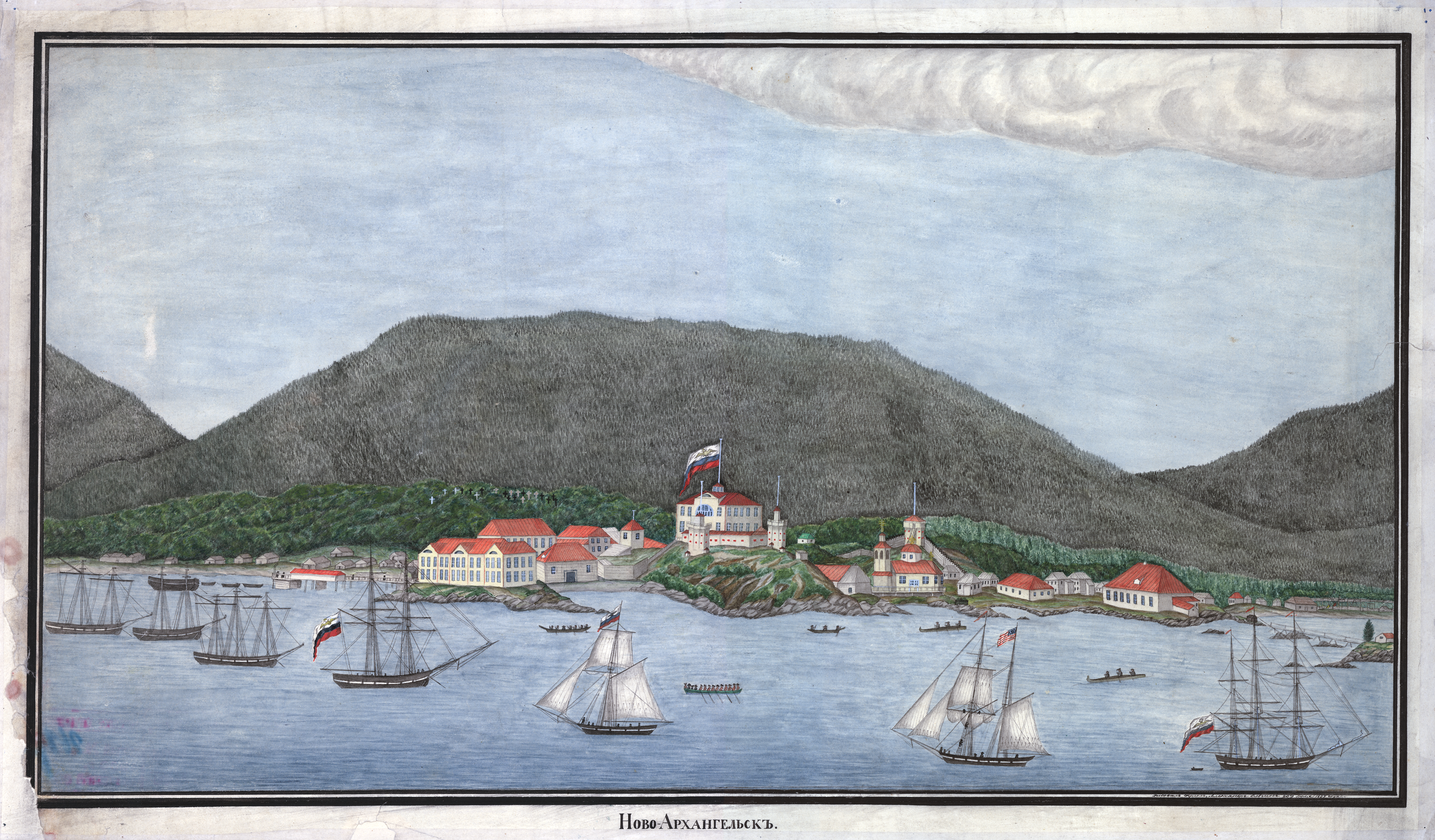
Capital de la Companyia a Nou Arkhànguelsk (avui Sitka, Alaska) in 1837

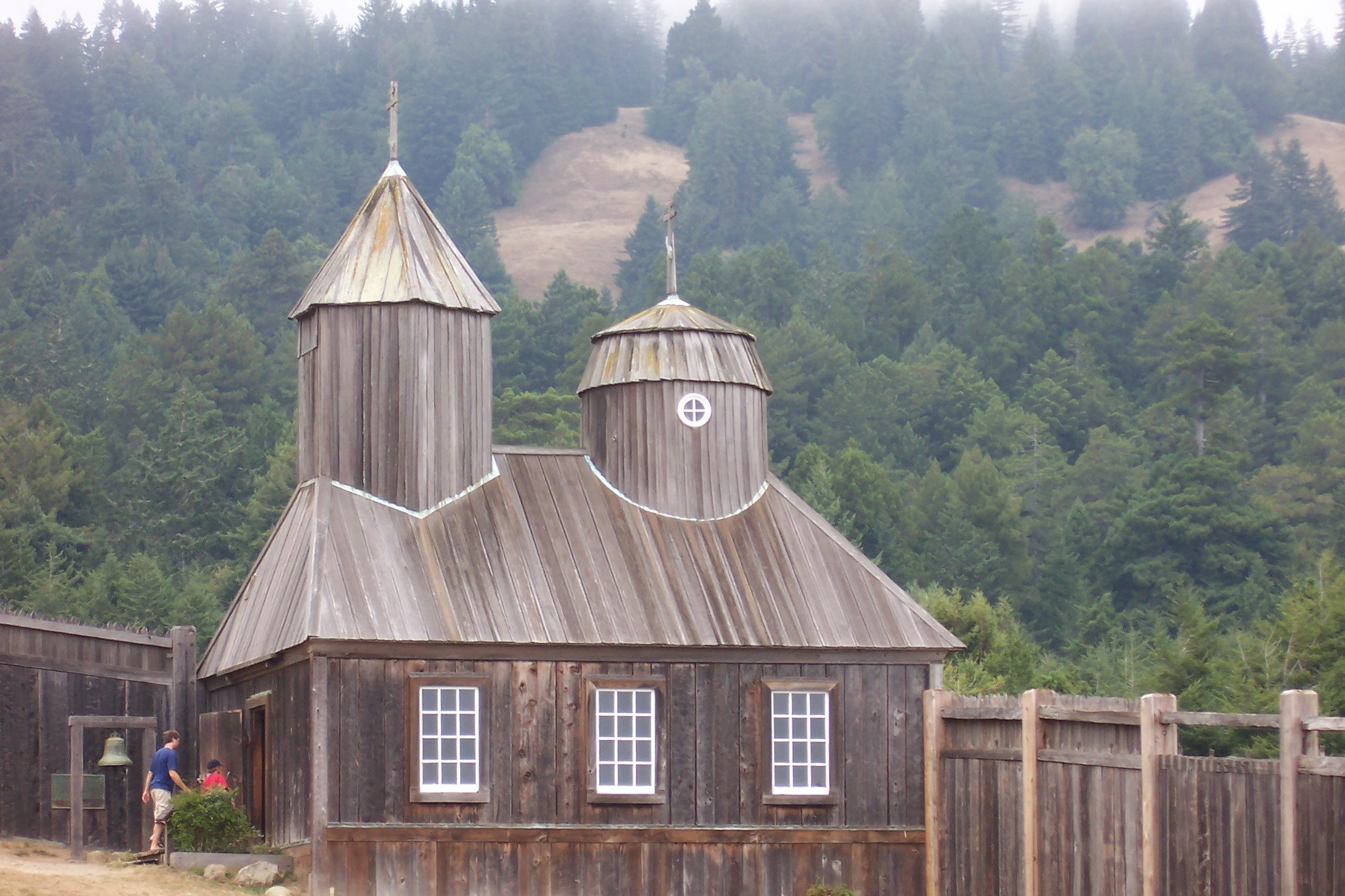
La companyia va establir Fort Ross en 1812, al comtat de Sonoma, Califòrnia.

Sota la direcció d'Aleksandr Barànov, que va governar la regió entre 1790 i 1818, es va establir en 1804 un assentament permanent a l'illa de Baranof, a l'arxipèlag Alexander, Nou-Arkhangelsk (actual Sitka a Alaska), i es va organitzar un florent comerç marítim de pells.
L'empresa va construir fortificacions en el que avui és Alaska, i van arribar fins a les costes de Califòrnia i Hawaii. Fort Ross, en la costa de Califòrnia al comtat de Sonoma, al nord de San Francisco, va ser el lloc d'avançada més meridional de la Companyia Russo-Americana, encara que estava en territori espanyol i després, posteriorment, territori mexicà. Ara està parcialment reconstruït i és un museu a l'aire lliure. Rotchen House és l'últim edifici antic que queda. El fort Elizabeth va ser construït a Hawaii per un agent de la companyia, Georg Anton Schäffer.
A partir de la dècada de 1820, els beneficis del comerç de pells van començar a declinar. Ja en 1818 el govern rus havia pres el control de la Companyia Russo-Americana, apartant als comerciants que tenien el privilegi. L'explorador i oficial naval Ferdinand von Wrangel, que havia estat administrador dels interessos del govern de Rússia a l'Amèrica Russa una dècada abans, va ser el primer president de la companyia durant aquest període de control pel govern. La Companyia va cessar les seves activitats comercials en 1881. En 1867, la Compra d'Alaska va transferir el control d'Alaska als Estats Units i els interessos comercials de la Companyia Russo-Americana es van vendre a la Hutchinson, Kohl & Company de San Francisco, Califòrnia, que després reanomenà la seva companyia com Alaska Commercial Company.

## Governadors
A continuació es mostra una llista dels directors generals (o principals directius, generalment coneguts com a governadors) de la Companyia Russo-Americana. Molts dels seus noms es donen com a noms de llocs al sud-est d'Alaska. El càrrec administra les operacions comercials de l'empresa, centrades a l'Amèrica Russa. Aleksandr Barànov va ser el primer governador i el que més anys va estar en servei, després de la Companyia Xélikhov-Gólikov. Després de la tinença de Baranov, els nomenats van ser escollits dins de l'Armada Imperial Russa i generalment serviren termes de cinc anys. Tretze oficials navals van actuar com a gestors principals en el transcurs de la companyia.
| N. | Retrat | Nom (naixement–mort)                                  | Mandat                                        |
| -- | ------ | ----------------------------------------------------- | --------------------------------------------- |
| 1  |        | Aleksandr Barànov (1747–1819)                         | 9 de juliol de 1799 – 11 de gener de 1818     |
| 2  |        | Capità Ludwig von Hagemeister (1780–1833)             | 11 de gener de 1818 – 24 d'octubre de 1818    |
| 3  |        | Tinent Semion Ianovski (1788–1876)                    | 24 d'octubre de 1818 – 15 de setembre de 1820 |
| 4  |        | Tinent Matvei Muraviev (1784–1826)                    | 15 de setembre de 1820 – 14 d'octubre de 1825 |
| 5  |        | Piotr Txistiakov (1790–1862)                          | 14 d'octubre de 1825 – 1 de juny de 1830      |
| 6  |        | Baró Ferdinand Petróvitx von Wrangel (1797–1870)      | 1 de juny de 1830 – 29 d'octubre de 1835      |
| 7  |        | Ivan Antónovitx Kupreiànov (1800–1857)                | 29 d'octubre de 1835 – 25 de maig de 1840     |
| 8  |        | Arvid Adolf Etholén (1798–1876)                       | 25 de maig de 1840 – 9 de juliol de 1845      |
| 9  |        | Vicealmirall Mikhaïl Dmítrievitx Tebenkov (1802–1872) | 9 de juliol de 1845 – 14 d'octubre de 1850    |
| 10 |        | Capità Nikolai Rosenberg (1807–1857)                  | 14 d'octubre de 1850 – 31 de març de 1853     |
| 11 |        | Aleksandr Ílitx Rudakov (1817–1875)                   | 31 de març de 1853 – 22 d'abril de 1854       |
| 12 |        | Capità Stepan Voievodski (1805–1884)                  | 22 d'abril de 1854 – 22 de juny de 1859       |
| 13 |        | Capità Johan Hampus Furuhjelm (1821–1909)             | 22 de juny de 1859 – 2 de desembre de 1863    |
| 14 |        | Príncep Dmitri Maksutov (1832–1889)                   | 2 de desembre de 1863 – 18 d'octubre de 1867  |

## Assentaments

### A Alaska
- Unalaska – 1774
- Three Saints Bay – 1784
- Fort St. George a Kasilof – 1786
- Fort Nikolaevskaia a Kenai – 1787
- St. Paul – 1788
- Pavlovskaya – 1791
- Fort Saints Constantine and Helen a Nuchek Island – 1793
- Fort a Hinchinbrook Island – 1793
- New Russia actualment Yakutat – 1795
- Redoubt St. Archangel Michael vora Sitka – 1799
- New Archangel – 1804
- Fort (New) Alexandrovsk a Bristol Bay – 1819
- Redoubt St. Michael – 1833
- Nulato – 1834
- Redoubt St. Dionysius actualment Wrangell – 1834
- Missió Pokrovskaya – 1837
- Kolmakov Redoubt – 1844

### Fora d'Alaska
- Fort Ross vora Healdsburg (Califòrnia) – 1812
- Fort Elizabeth near Waimea, Hawaii – 1817
- Fort Alexander vora Hanalei (Hawaii) – 1817
- Fort Barclay-de-Tolly vora Hanalei, Hawaii – 1817